# تفجيرات جولو 2020
تفجيرات جولو هما عبارة عن تفجيران وقعا في 24 أغسطس 2020 عندما فجر مسلحون يُعتقد أنهم من جماعة أبو سياف قنبلتين في جولو سولو في الفلبين، مما أسفر عن مقتل 14 شخصًا وإصابة 75 آخرين. حدث التفجير الأول عندما كان أفراد الجيش يساعدون في تنفيذ الجهود الإنسانية لجائحة كورونا، والثاني هو عبارة عن تفجير انتحاري تم تنفيذه بالقرب من كاتدرائية سيدة جبل الكارمل. وكانت الكاتدرائية نفسها تعرضت للتفجير سابقًا عام 2019، مما أسفر عن مقتل 20 شخصًا على الأقل.

## خلفية
لأكثر من ثلاثة عقود كانت جماعة أبو سياف تشن هجمات إرهابية لدعم جعل مقاطعة سولو مستقلة عن الفلبين، كجزء من صراع مورو. سولو هي منطقة مسلمة في المقام الأول، في حين أن الفلبين ككل تعد كيان جغرافي مسيحية. في عام 2004 شنوا مسلحي أبو سياف أسوأ هجوم في تاريخ الفلبين، حيث قصفوا عبارة أسفرت عن مقتل 116 شخصًا. في عام 2016 بايعوا الدولة الإسلامية. وهم معروفون باستخدامهم العبوات الناسفة واختطاف الأجانب للحصول على فدية، وخاصة داخل محافظة سولو.
في يونيو 2020 قُتل أربعة جنود فلبينيين كانوا يحققون في وجود انتحاريتين في سولو برصاص الشرطة خلال مواجهة. في أغسطس 2020 قبل أيام من التفجير اعتقلت الحكومة الفلبينية عددًا من المسلحين المنتمين إلى تنظيم أبو سياف. كما وقع التفجيران بعد أكثر من أسبوع من تسلم الشرطة قياديًا في جماعة أبو سياف بعدما طلب مساعدة رجل دين بارز للحصول على رعاية طبية لعلاج إصابة تعود للعام الماضي، ووجهت السلطات الفلبينية لهذا القيادي 23 تهمة قتل وخمس تهم خطف وست تهم بمحاولة القتل. وكانت قوات الأمن في سولو في حالة تأهب قصوى بسبب مخاوف من الانتقام.

## الهجمات
في 24 أغسطس 2020 وفي الساعة 11:54 صباحًا بالتوقيت المحلي، انفجرت دراجة نارية مفخخة بالقرب من شاحنة عسكرية خارج بارادايس فود بلازا وسط مدينة جولو سولو، ما أدى إلى مقتل ستة جنود ومدنيين. وردت الشرطة والجيش على مكان الحادث. بعد ساعة وبالتحديد في تمام 12:57 مساءً، اقتربت انتحارية من المنطقة المطوقة وحاولت الدخول، ولكن عندما أوقفها جندي فجرت القنبلة التي كانت تحملها وقتلت نفسها والجندي الذي أوقفها، فيما أصيب ستة من ضباط الشرطة. وقع الانفجار الثانى على بعد حوالى 100 متر من الانفجار الأول أمام فرع بنك التنمية الفلبيني. في المجموع قُتل سبعة جنود وضابط شرطة وستة مدنيين. وأصيب 21 جنديًا وستة ضباط شرطة و48 مدنيًا. كان موقع التفجير قريبًا من موقع تفجيرات كاتدرائية جولو لعام 2019.

## ما بعد الهجوم
في اليوم التالي أعلن تنظيم الدولة الإسلامية إقليم شرق آسيا (المعروف أيضًا باسم أبو سياف) مسؤوليته عن الهجوم. وتعتقد الحكومة أن موندي سوادجان صانع القنابل التابع لجماعة أبو سياف هو من صنع القنابل وسلح المهاجمين. تم إغلاق بلدية سولو بأكملها في أعقاب الانفجارات. أصدر خفر السواحل الفلبيني «تحذيرا أحمر» اللون لسولو وعدة مناطق أخرى في الجنوب المضطرب في إطار مساعدة الجيش والشرطة على الاستجابة للهجوم.
عرَّف قائد الجيش الجنرال سيريليتو سوبيجانا الانتحاريتَين على أنهما «نانا وإندا ناي»، وأوضح في رسالة نصية لوسائل إعلام أن «نانا» هي أرملة نورمان لاسوكا الذي يعتبر أول انتحاري فلبيني، وكان نورمان لاسوكا وانتحاري آخر قد فجرا نفسيهما قرب معسكر للجيش في جولو في يونيو 2019 ما أسفر عن مقتل عدد من الجنود والمدنيين، وتتحقق السلطات مما إذا كانت «نانا» إندونيسية أم لا. أما «إندا ناي» فهي أرملة طلحة جمعة المعروف أيضاً باسم أبوطلحة الذي كان رابطًا بين جماعة أبوسياف وتنظيم داعش. وقد قتل في نوفمبر الماضي، خلال تبادل لإطلاق النار مع قوات الأمن في جولو.

في 29 أغسطس 2020 في باتيكول تعرض جنود يبحثون عن منفذي التفجيرات لهجوم من قبل مسلحين آخرين من جماعة أبو سياف. وأسفر تبادل إطلاق النار عن مقتل جندي فلبيني وإصابة سبعة آخرين بجروح. كما قُتل اثنان من مقاتلي أبو سياف في القتال.

### إطلاق النار في يونيو
في 29 يونيو، أي قبل نحو شهرين من التفجيرات، قُتل أربعة من أفراد مخابرات الجيش، الذين كانوا يحققون في ذلك الحين في احتمال وجود انتحاريين في مقاطعة سولو، على يد ضباط شرطة جولو في حادث إطلاق نار، وحاول رجال الشرطة زرع أدلة التستر على الحادث. مع وقوع التفجير خضم التحقيق في إطلاق النار، قال الجيش إن الحادث عطل العمليات الاستخبارية التي كان من الممكن أن تمنع التفجيرات، وأثار دافعًا محتملًا لعلاقة ضباط الشرطة بالانتحاريين.

## التفاعلات
وفور وقوع الهجمات، ندد المتحدث باسم الرئاسة هاري روكي بالتفجيرات قائلا «السلطات تجري الآن تحقيقا يتضمن تحديد الأفراد أو الجماعات التي تقف وراء هذه الهجمات الغادرة». وأدان سكرتير مجلس الوزراء كارلو نوغراليس الهجمات «بأشد العبارات الممكنة» وقال إن الإرهاب «لا مكان له في عالم متحضر». كما صرح بأنه سيحقق العدالة لمن يقف وراء «الهجوم اللاإنساني». ووفقًا للدكتور روميل سي بانلاوي، خبير مكافحة الإرهاب ورئيس المعهد الفلبيني لأبحاث السلام والعنف والإرهاب، فإن تفجيرات جولو لعام 2020 كانت مؤشرات قوية على أن الإرهاب الانتحاري أصبح الوجه الجديد للإرهاب في الفلبين. حتى قبل تفجيرات جولو 2020، أوضح الدكتور بانلاوي بالفعل أن «صعود الإرهاب الانتحاري في الفلبين ينبع من التأثير المعدي لإيديولوجية التطرف العنيف التي يروج لها مقاتلوا داعش الإرهابيين الأجانب في البلاد. يستفيد مقاتلوا داعش من الإرهابيين الأجانب من المظالم المحلية والعداوات التاريخية والشعور بالظلم لنشر التطرف العنيف في الفلبين، ولا سيما في المناطق المتضررة من النزاع في مينداناو. التطرف العنيف هو الفكر الذي يبرر أعمال الإرهاب في الفلبين».